# Justin Bianchini
Justin Joseph Bianchini (ur. 28 stycznia 1941 w Perth) – australijski duchowny rzymskokatolicki, biskup diecezjalny Geraldton w latach 1992-2017.

## Życiorys
Święcenia kapłańskie przyjął 29 czerwca 1964, udzielił ich mu kardynał Giuseppe Siri, arcybiskup metropolita Genui. Następnie został inkardynowany do swojej rodzinnej archidiecezji Perth. 25 marca 1992 papież Jan Paweł II mianował go biskupem Geraldton. Sakry udzielił mu 19 maja 1992 Barry Hickey, arcybiskup metropolita Perth. 